# Palestra Sannitica

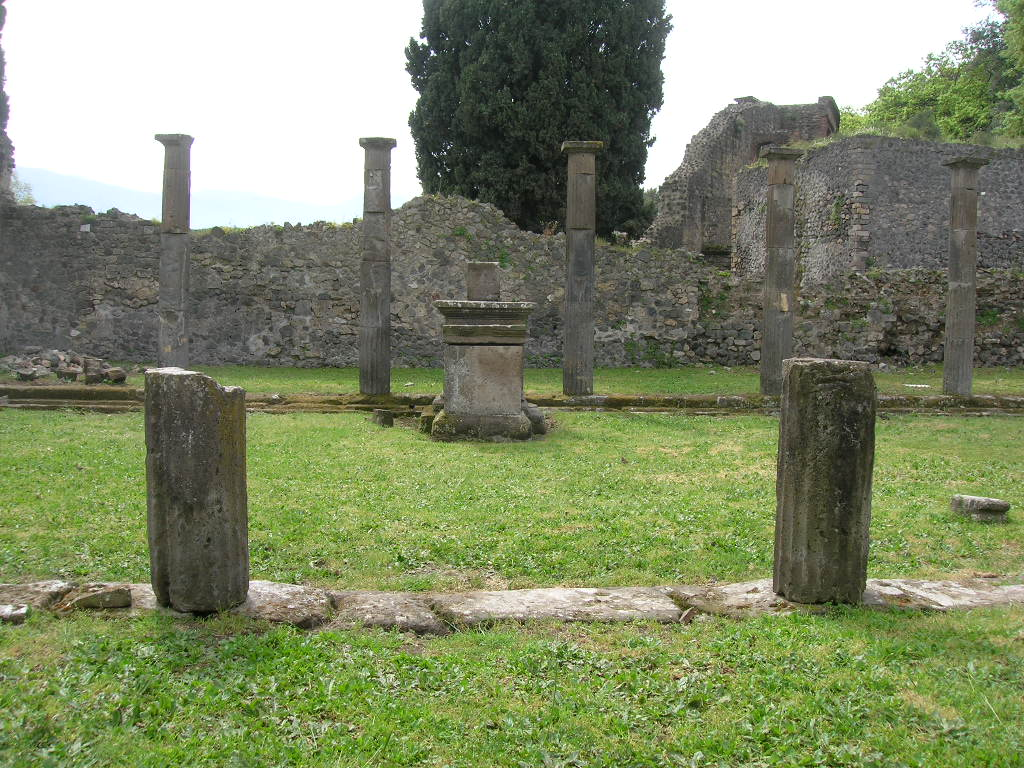
La Palestra Sannitica con il podio

La Palestra Sannitica è una palestra di epoca romana, sepolta dall'eruzione del Vesuvio del 79 e ritrovata a seguito degli scavi archeologici dell'antica Pompei: la sua funzione era quella di ospitare gare ginniche o riunioni di tipo militare e politico.

## Storia e descrizione
La Palestra Sannitica risale al II secolo a.C., come rivela un'epigrafe in lingua osca, ritrovata il 3 giugno 1797, che ne attesta la paternità a V. Aaridans, il quale versò la somma di denaro necessaria per la sua costruzione: proprio dalla lingua di questa iscrizione deriva il nome della struttura. A seguito del terremoto di Pompei del 62 subì importanti lavori di ristrutturazione che portarono ad un suo ridimensionamento, con l'abbattimento del lato est del colonnato per far spazio al Tempio di Iside; fu sepolta sotto una coltre di ceneri e lapilli a causa dell'eruzione del Vesuvio del 79. Fu rinvenuta alla fine del XVIII secolo grazie alle indagini archeologiche volute dai Borbone e rimase gravemente danneggiata da un bombardamento durante la seconda guerra mondiale, nella notte tra il 14 ed il 15 settembre 1943.
La Palestra Sannitica si trova alle spalle del Tempio di Iside e del Teatro Grande e si accedeva attraverso un ingresso sul lato nord ed uno in quello ovest: ha una pianta rettangolare ed un peristilio che corre su tre lati, con colonne in tufo, in ordine dorico, otto sui lati lunghi e cinque su quello corto. Sul lato sud è presente un podio dove avvenivano le premiazioni degli atleti, i quali, grazie a dei gradini, ponevano una corona sul capo di una statua in marmo, copia del Doriforo di Policleto, oggi conservata al museo archeologico nazionale di Napoli. Sul lato ovest invece, una serie di tre ambienti, erano utilizzati come spogliatoio, all'interno dei quali gli atleti erano soliti pulirsi dall'olio e dalla polvere.